# Сапожников Михайло Іванович
Сап́ожников Мих́айло Ів́анович (*1871 — †1937) — українсько-радянський художник-символіст російського походження. Майже всі його твори зберігаються у Дніпропетровському художньому музеї, куди вони надійшли 1968 року.

## Біографія
М. І. Сапожников народився 1871 року в Саратові, навчався у Петербурзькій Академії мистецтв, потім працював учителем малювання у місті Павлоград Катеринославської губернії (нині Дніпропетровська область). На початку XX століття він був відомий у Катеринославі (Дніпропетровську) як педагог і художник, котрий виставлявся у місті, а також у Харкові, Петербурзі.
Помер Михайло Іванович у Дніпропетровську 1937 року після тривалої хвороби.

## Творчість

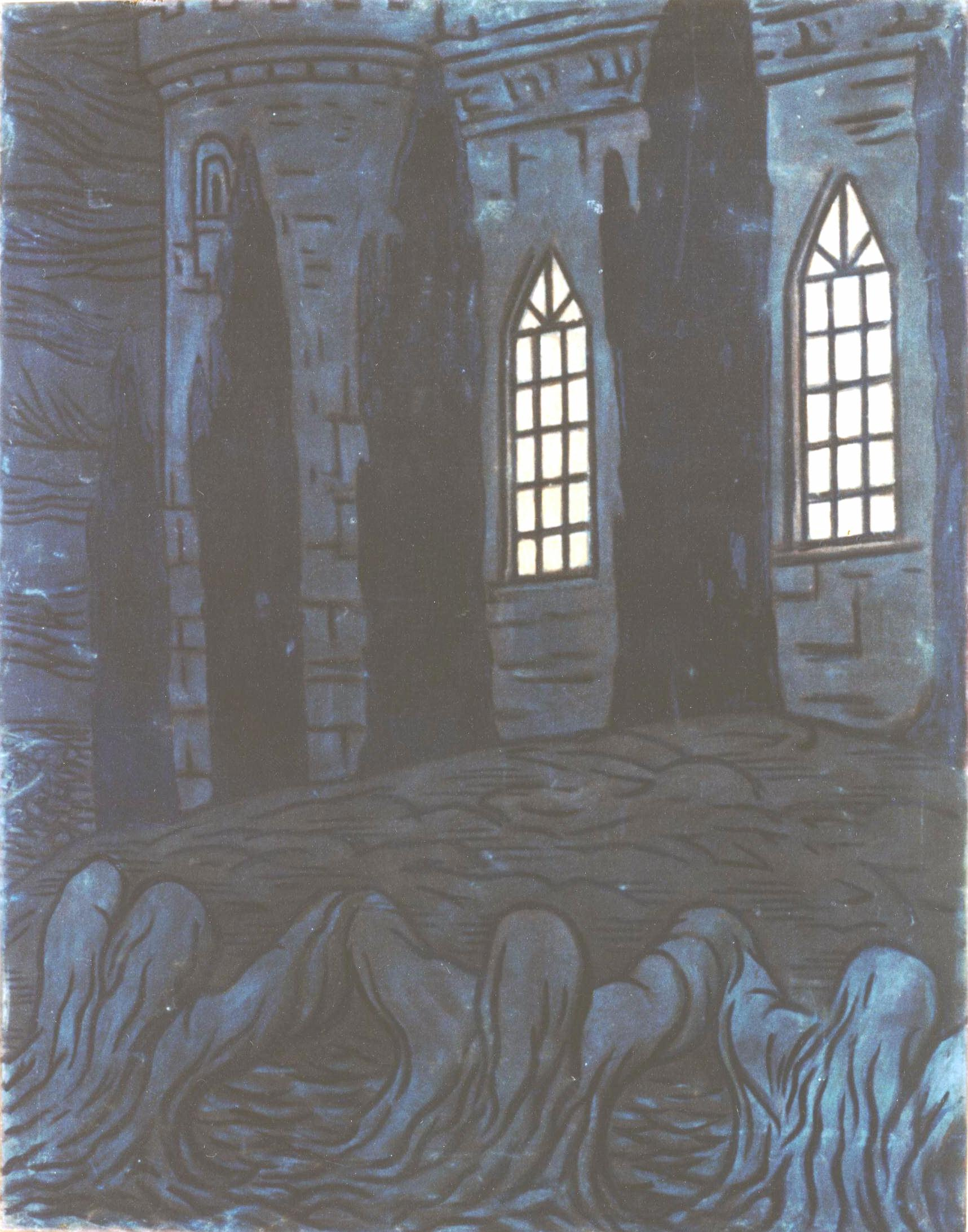
Моління Хвиль

Сапожников працював у напрямку «символізм», причому серед художників таких послідовних символістів, як М. І. Сапожников, майже не було.
Таємничий світ символів Сапожникова — це міфологічні образи й герої казок, природна стихія і містика. Його цікавлять не конкретні образи і події, а весь світ в його передвічній круговерті і людина в ньому. М. І. Сапожников осягає історію людства і все, що ним створено, в глобальних, космічних масштабах. Серії символічних картин присвячені революційним подіям 1905 і 1917 років, громадянській війні.
Мистець створив дві серії по 12 картин в кожній. Всі разом вони з творів живопису перетворюються на філософський роздум про долю країни, всього людства в його передвічній боротьбі добра й зла. Сприйняття символічних картин, як говорив М. І. Сапожников, «має бути тільки активним», і тлумачити їх можна залежно від загального культурного рівня глядача.
Завершує перший цикл картина «У затоці». Саме з неї М. І. Сапожников починає працювати як символіст. Звичайний етюд, написаний в Алушті 1906 року, трансформується завдяки творчому баченню мистця у картину з образом чудовиська, схожого на крокодила. Розпластаний на землі, він зачаровує та вабить до себе. Його тіло, очі й зуби, що світяться таємничими вогнями, надають чудовиську схожість з містом, з його привабливістю й пороками, з містом, яке перетворилося в хижого монстра, який руйнує й пожирає цивілізацію, що його породила. І над всім цим — на першому плані височать масивні темні плями, які застигли в темряві літньої ночі. Вони здаються віщою передвісткою, сном, котрому призначено стати реальністю. Їхні силуети схожі чи то на постаті ченців, чи то на кипариси — дерева, що символізують сум, журбу. Іноді їх називають «диявольськими деревами». Все це свідчить про сприйняття художником сучасних йому подій як трагедії для країни й для нього особисто.
Трагічно звучать і перші картини другої серії, де через символи відображено тяжкі часи Першої світової війни, революції 1917 року і громадянської війни, коли дух смерті носився над імперією.
Сенс життя — вічна тема для мистців усіх епох — М. І. Сапожников своєрідно розкриває у полотнах «Спить людина» та «Шлях життя». Вони не тільки символічні, але й пройняті містикою.

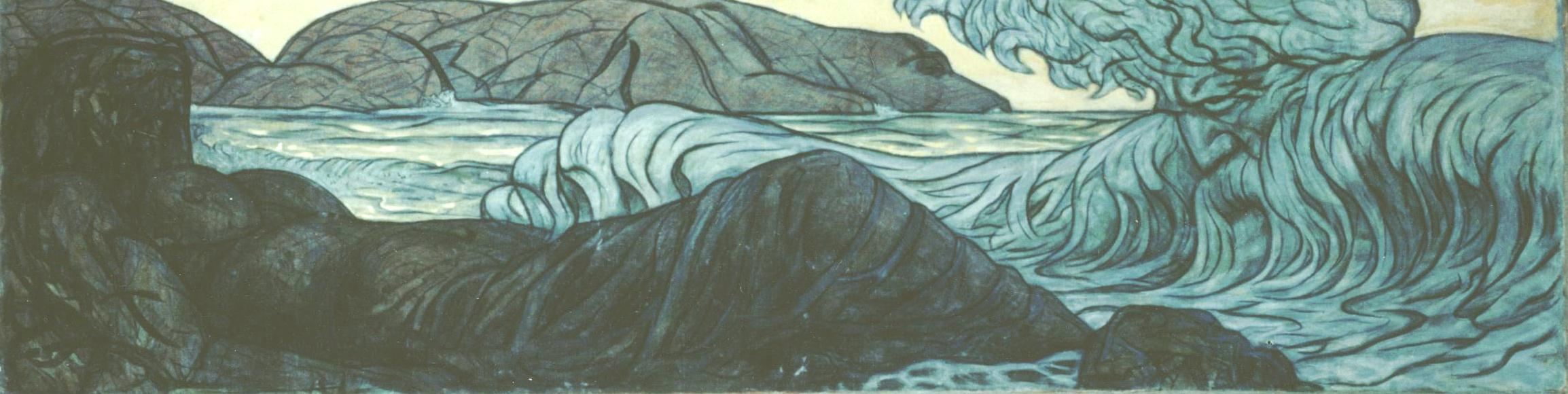
Хвиля

Відбиваючи великомасштабні події, художник велику увагу приділяє деталям. У картині «Поцілунок смерті» на тлі спокійного сонячного краєвиду зображено людину, якої торкнулася смерть. Майже нежива його рука тягнеться до кульбабки, що символізує тут і життя, і смерть одночасно. Як життя людини легко можна обірвати, так і кульбабка від подуву вітерцю губить свою красу й помирає. Але її звіяне вітром насіння, потрапляючи до землі, дає початок новому життю. Так смерть одного є початком життя для іншого. Це асоціюється з переломним станом в житті держави, коли на зміну старому устрою приходить новий. Про це й картина «Народження Пана», де новонароджений сприймається як надія на оновлення.
Завершує обидва цикли «Пісня сопілки», де зображено Пана. Він грає на сопілці, звук якої викликає у звичайного смертного почуття «панічного» жаху і примушує забути про минуле й почати нове життя. Дівчата, що лежать на гілках дерева добра й зла, дерева життя й смерті, слухають чарівні звуки сопілки. Тут символічно передані мрії про майбутнє прекрасне й гармонійне, невідоме, але бажане. Кожен глядач може по-своєму уявити майбутнє, якого так довго чекали дівчата на березі моря в «Ночі чекання», до якого шукали шлях герої картини «Сліпі».
Символічні картини М. І. Сапожникова й зараз актуальні. Вони органічно вписуються в загальний напрямок розвитку українського мистецтва, відбиваючи його багатогранність. Вони допомагають усвідомити наше минуле, пов'язуючи його з майбутнім.